# Старий Пшибислав
Старий Пшибислав (пол. Stary Przybysław, нім. Pribslaff) — село в Польщі, у гміні Свідвин Свідвинського повіту Західнопоморського воєводства.
Населення — 281 особа (2011).

## Демографія
Демографічна структура станом на 31 березня 2011 року:
|          | Загалом | Допрацездатний вік | Працездатний вік | Постпрацездатний вік |
| -------- | ------- | ------------------ | ---------------- | -------------------- |
| Чоловіки | 136     | 28                 | 100              | 8                    |
| Жінки    | 145     | 37                 | 88               | 20                   |
| Разом    | 281     | 65                 | 188              | 28                   |